# Méthode (musique)
Pour les articles homonymes, voir Méthode.

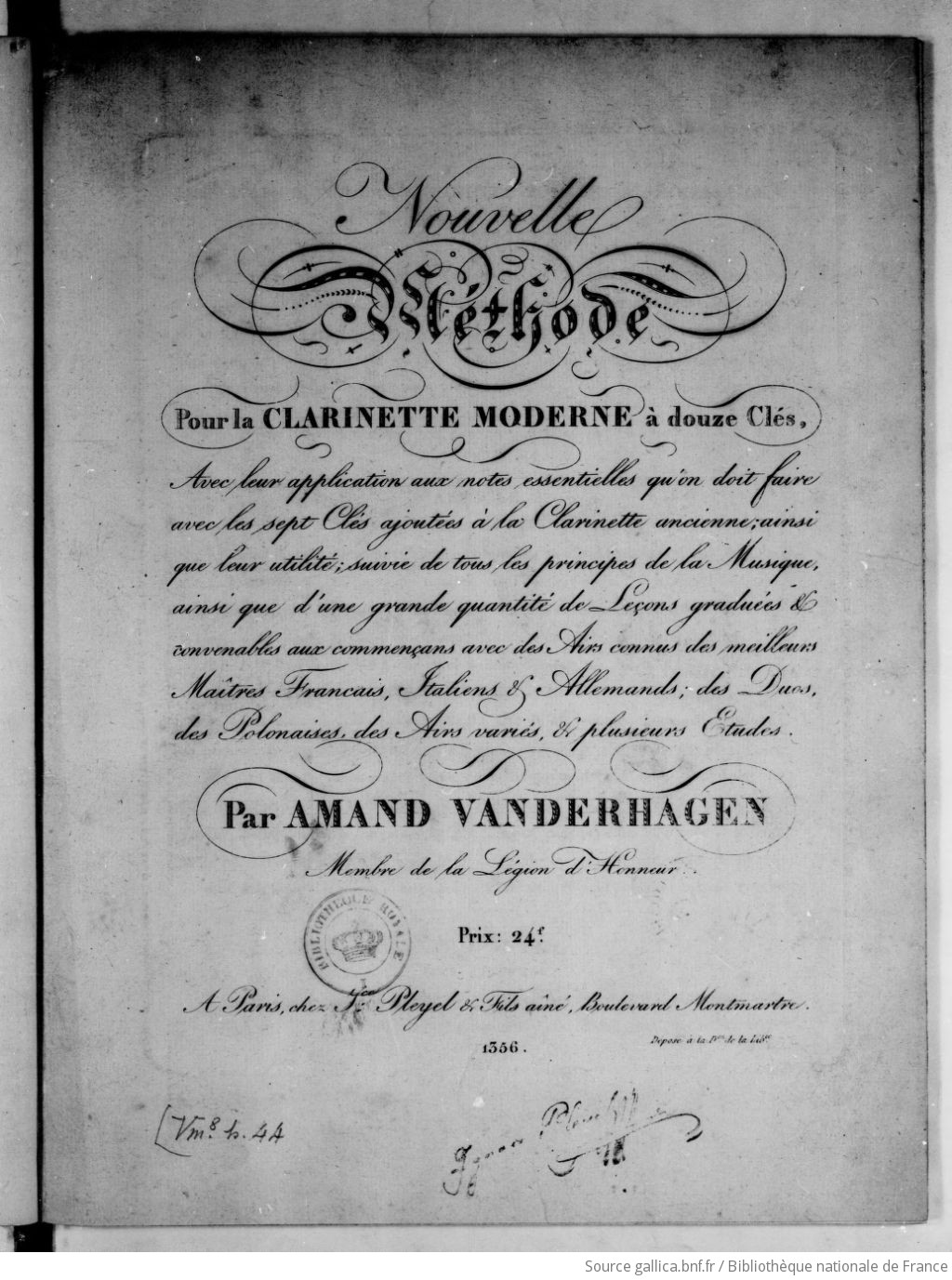
Méthode pour la clarinette.

En musique, une méthode est une sorte de manuel pour un instrument de musique spécifié ou un problème particulier de jeu pour un certain instrument. 
Une méthode contient généralement des tableaux de doigté ou des tablatures, des gammes et de nombreux exercices différents, parfois aussi des études simples, dans différentes tonalités, par ordre croissant de difficulté (soit en progression méthodique) ou avec un accent sur des aspects isolés comme la fluidité, le rythme, dynamique, articulation et autres. Parfois, il y a même des pièces de récital, également avec accompagnement. Ces méthodes diffèrent des livres d'études en ce qu'elles sont conçues comme un cours linéaire à suivre par un étudiant, avec des conseils cohérents, alors que les volumes d'études couvrent généralement un spectre moins large de sujets. 
Étant donné que les méthodes instrumentales typiques sont censées fonctionner comme des manuels destinés à soutenir un professeur d'instrument (plutôt que de faciliter l'auto-apprentissage), en général, aucune technique de jeu de base ou spéciale n'est abordée en profondeur. Des instructions détaillées à cet égard ne se trouvent que dans les méthodes autodidactiques spéciales. 
Certaines méthodes sont spécialement conçues pour les étudiants à certains niveaux de compétence ou à certains stades de développement psychosocial. En revanche, une méthode «complète» (parfois en plusieurs volumes) est destinée à accompagner l'élève jusqu'à ce qu'il devienne un joueur avancé. 
Les méthodes de certains auteurs ou éditeurs ont atteint le statut d'ouvrages standard (reflétant les différences régionales et culturelles) et sont publiées ou rééditées par différentes maisons d'édition et dans divers (nouveaux) arrangements. La méthode Suzuki en est probablement l'exemple le plus connu.